# لوغان باوز
لوغان باوز (بالإنجليزية: Logan Pause)‏ (22 أغسطس 1981 بهيلزبورو في الولايات المتحدة - ) هو لاعب كرة قدم أمريكي في مركز الوسط. شارك مع منتخب الولايات المتحدة تحت 23 سنة لكرة القدم ومنتخب الولايات المتحدة لكرة القدم. أما مع النوادي، فقد لعب مع شيكاغو فاير وNorth Carolina FC U23 ‏.

## وصلات خارجية
- لوغان باوز على موقع الدوري الأمريكي (الإنجليزية)
- لوغان باوز على موقع قاعدة بيانات كرة القدم.إي يو (الإنجليزية)
- لوغان باوز على موقع ناشيونال فوتبول تيمز (الإنجليزية)
- لوغان باوز على موقع عالم كرة القدم.نت (الإنجليزية)